# アンドルー
アンドルーまたはアンドリュー（英語: Andrew [ǽndruː]）は英語の男性名。
キリスト十二使徒の一人アンデレ（古代ギリシア語: Ἀνδρέας）に由来し、「男らしい者、勇敢な者」を意味する。
また、姓の「アンドルーズ（Andrews）」は「アンドルー」の子孫という意味に由来する。愛称はアンディまたはドリュー。
なお日本では、Andrew/Andrews に対して、英語の発音では入っていない /j/ の音を挿入した「アンドリュー（ズ）」という読み方・表記が多くなされており混在している。

## 姓名

### アンドルー
- アンドルー (ヨーク公) - イギリスの貴族
- アンドルー・ウィクター・シャリー - ポーランドの内分泌学者
- アンドルー・グローヴ - ハンガリーの実業家
- アンドルー・デイヴィス
  - アンドルー・デイヴィス (指揮者) - イギリスの指揮者
- アンドルー・トティ - アメリカの発明家
- アンドルー・ハレル - イギリスの国際政治学者
- アンドルー・リットン - アメリカの指揮者
- アンドルー・ロイド・ウェバー - イギリスの作曲家
- アンドルー・ワイル - アメリカの医学博士

### アンドリュー
- アンドリュー・カーネギー - スコットランドの実業家
- アンドリュー・キーガン - アメリカの俳優
- アンドリュー・キットレッジ - アメリカの野球選手
- アンドリュー・ギルバート＝スコット - イギリスのレーサー
- アンドリュー・グラハム - アイルランドの天文学者
- アンドリュー・グラハム (野球) - オーストラリアの野球選手
- 熊谷アンドリュー - 日本のサッカー選手
- アンドリュー・グリーンバーグ - アメリカの弁護士・ゲームクリエイター
- アンドリュー・コーワン - イギリスのラリードライバー
- アンドリュー・ジェニングス - イギリスのジャーナリスト
- アンドリューズ・シスターズ - アメリカの三姉妹歌手グループ
- アンドリュー・ジャクソン - アメリカの政治家・第7代アメリカ合衆国大統領
- アンドリュー・ジョーンズ - オランダの野球選手
- アンドリュー・ジョンソン - アメリカの政治家・第17代アメリカ合衆国大統領
- アンドリュー・セス - スコットランドの哲学者
- アンドリュー・タネンバウム - オランダの大学教授
- アンドリューW.K. - アメリカのミュージシャン
- アンドリュー・テーラー・スティル - アメリカの医師
- アンドリュー・デウィット - カナダの経済学者
- アンドリュー・ドスト - アメリカのシンガーソングライター、作曲家
- アンドリュー・バイナム - アメリカのバスケットボール選手
- アンドリュー・パロット - イギリスの指揮者
- アンドリュー・ヒーニー - アメリカの野球選手
- アンドリュー・ポジェ - カナダのアイスダンス選手
- アンドリュー・マーシャル - アメリカ合衆国の国防官僚
- アンドリュー・マーチン（プロレスラー） - カナダのプロレスラー
- アンドリュー・マーティンズ - ニュージーランドのラグビー選手
- アンドリュー・マッカーシー - アメリカの俳優
- アンドリュー・G・マッケイブ - アメリカの弁護士
- アンドリュー・メロン - アメリカの銀行家
- アンドリュー・ミラー
  - アンドリュー・ミラー (ラグビー選手) - ニュージーランドのラグビー選手
  - アンドリュー・ミラー (野球) - アメリカの野球選手
- アンドリュー・モラフチーク - アメリカの国際政治学者
- アンドリュー・ヤン - アメリカの弁護士、実業家
- アンドリュー・ヨーク - アメリカのクラシックギタリスト・作曲家
- アンドリュー・ラック - アメリカのアメリカンフットボール選手
- アンドリュー・リンカーン - イングランドの俳優
- アンドリュー・リンクレイター - イギリスの国際政治学者
- アンドリュー・ルーグ・オールダム - イギリスの音楽プロデューサー
- アンドリュー・ワイエス - アメリカの画家
- アンドリュー・ワイルズ - イギリスの数学者

### 架空の人物
- アンドルー・グラスゴー - 獸木野生の漫画に登場する彫刻家。
- アンドリュー・ストックトン - アイン・ランドの小説『肩をすくめるアトラス』の登場人物。
- アンドリュー・バルトフェルド - アニメ『機動戦士ガンダムSEED』に登場するパイロット
- アンドリュー・フォーク - 小説・アニメ『銀河英雄伝説』に登場する軍人。

## 他言語・異型
- アンドレ（フランス語・ポルトガル語）
- アンドレイ（ロシア語）
- アンドレス（スペイン語）
- アンドレア（イタリア語・英語の女性形）
- アンドレアス（ドイツ語・英語異形）
- アンドラーシュ、エンドレ（ハンガリー語）
- アンジェイ（ポーランド語）
- アンデシュ（スウェーデン語）
- アナース（デンマーク語）
- アンネシュ（ノルウェー語）
- アンディ（英語異形）
- ドリュー（英語異形）